# فابيانو سيلفيرا
فابيانو سيلفيرا هو محامي وسياسي برازيلي، ولد في 19 ديسمبر 1974 في بيلو هوريزونتي في البرازيل.